# (21608) Gloyna
(21608) Gloyna (1999 GQ35) – planetoida z pasa głównego asteroid okrążająca Słońce w ciągu 3,65 lat w średniej odległości 2,37 j.a. Odkryta 7 kwietnia 1999 roku.